# Chorvátsky Grob
Chorvátsky Grob es un municipio del distrito de Senec en la región de Bratislava, Eslovaquia, con una población estimada a final del año 2024 de 7885 habitantes.
Se encuentra ubicado al sureste de la región, en el valle del río Morava y cerca de la frontera con la región de región de Trnava y con Austria.

## Demografía
| Año        | 1994 | 2004     | 2014      | 2024     |
| ---------- | ---- | -------- | --------- | -------- |
| Población  | 1518 | 1787     | 4794      | 7885     |
| Diferencia |      | +17,72 % | +168,27 % | +64,47 % |

| Año        | 2023 | 2024    |
| ---------- | ---- | ------- |
| Población  | 7690 | 7885    |
| Diferencia |      | +2,53 % |